# Весела Федорівка
Весела́ Фе́дорівка — село в Україні, у Мирівській сільській територіальній громаді Нікопольського району Дніпропетровської області. Населення — 150 мешканців.

## Географія
Село Весела Федорівка розташоване на правому березі річки Томаківка, вище за течією на відстані 3 км розташоване село Топила, нижче за течією на відстані 3 км розташоване селище Маяк. По селу протікає пересихаючий струмок з загатою.

## Інтернет-посилання
- Погода в селі Весела Федорівка

| Україна | Це незавершена стаття з географії України. Ви можете допомогти проєкту, виправивши або дописавши її. |